# Arnaud Nordin
Arnaud Nordin (París, 17 de junio de 1998) es un futbolista francés que juega de centrocampista en el 1. FSV Mainz 05 de la 1. Bundesliga.

## Trayectoria
Arnaud Nordin comenzó su carrera deportiva en el A. S. Saint-Étienne II en 2015, disputando su primer partido con el primer equipo, en la Ligue 1, el 25 de septiembre de 2016 frente al Lille O. S. C.
Durante la temporada 2017-18 estuvo cedido en el A. S. Nancy, de la Ligue 2, con el que disputó 27 partidos, en los que hizo cuatro goles. 
En 2018 regresó de cesión al A. S. Saint-Étienne, donde comenzó a ganar protagonismo. Abandonó definitivamente el club en junio de 2022 para irse al Montpellier H. S. C.
El 27 de enero de 2025, después de haber jugado más de 200 partidos en la Ligue 1, fichó por el 1. FSV Mainz 05.

## Selección nacional
Nordin fue internacional sub-16, sub-18, sub-19 y sub-21 con la selección de fútbol de Francia.

## Clubes
| Club                   | País     | Año       |
| ---------------------- | -------- | --------- |
| A. S. Saint-Étienne II | Francia  | 2015-2016 |
| A. S. Saint-Étienne    | Francia  | 2016-2022 |
| A. S. Nancy (cedido)   | Francia  | 2017-2018 |
| Montpellier H. S. C.   | Francia  | 2022-2025 |
| 1. FSV Mainz 05        | Alemania | 2025-     |